# Pamela Reed

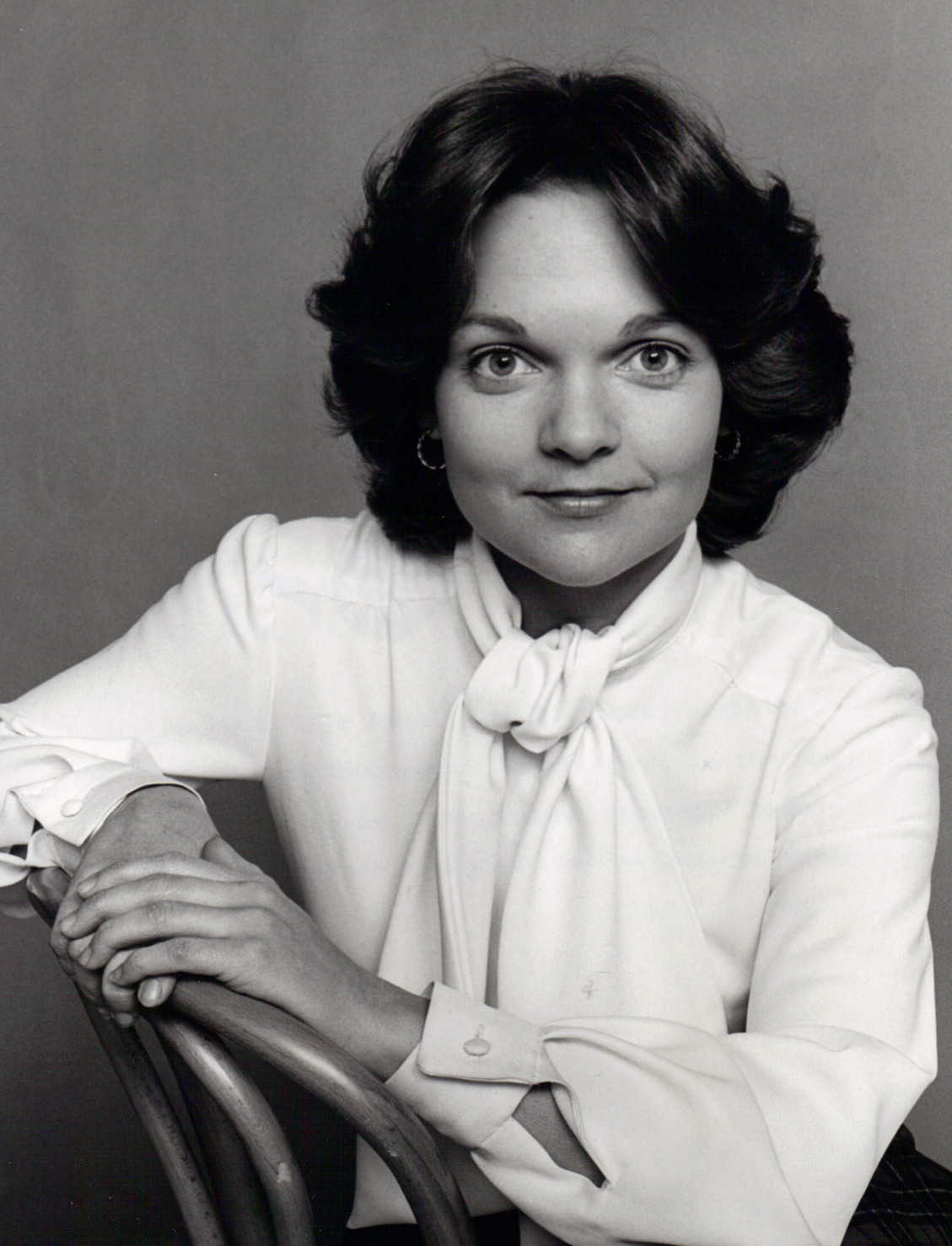
Pamela Reed (1977)

Pamela Reed (* 2. April 1949 in Tacoma, Washington) ist eine US-amerikanische Schauspielerin.

## Leben & Werk
Reed studierte Kunst an der University of Washington, wo sie einen Bachelor of Fine Arts erwarb.
1983 trat sie im Film Der Stoff, aus dem die Helden sind neben Sam Shepard, Scott Glenn, Ed Harris und Dennis Quaid auf, 1988 spielte sie unter der Regie von Robert Altman eine der Hauptrollen in der Fernsehserie Tanner '88. 1990 hatte sie in der Komödie Cadillac Man neben Robin Williams und Tim Robbins eine der größeren Rollen. In den Komödien Kindergarten Cop (1990) und Junior (1994) trat sie neben Arnold Schwarzenegger auf. 2000 spielte sie im Thriller Lebenszeichen – Proof of Life neben Meg Ryan und Russell Crowe. Für ihre Rolle wurde sie für den Blockbuster Entertainment Award nominiert. In der Zeichentrickserie The Simpsons lieh sie ihre Stimme der Figur Ruth Powers, einer Nachbarin der Simpsons. Seit 2015 übernimmt sie in der Fernsehserie Navy CIS: L.A. die Rolle der Roberta Deeks.
Seit 1988 ist sie mit dem Regisseur Sandy Smolan verheiratet, das Ehepaar hat zwei Kinder adoptiert.

## Filmografie (Auswahl)
- 1977: Mike Andros, Reporter der Großstadt (The Andros Targets, Fernsehserie, 13 Episoden)
- 1980: Long Riders (The Long Riders)
- 1980: Melvin und Howard (Melvin and Howard)
- 1981: Der Augenzeuge (Eyewitness)
- 1982: Küss mich, Doc (Young Doctors in Love)
- 1983: Der Stoff, aus dem die Helden sind (The Right Stuff)
- 1985: Tödliche Schlagzeilen (Scandal Sheet)
- 1986: Ayla und der Clan des Bären (The Clan of the Cave Bear)
- 1986: Rocket Man (The Best of Times)
- 1987: Winternacht (Rachel River)
- 1988: Tanner '88 (Miniserie, 11 Episoden)
- 1988: Hemingway (Miniserie, 4 Episoden)
- 1989: Chattahoochee
- 1990: Cadillac Man
- 1990: Kindergarten Cop
- 1992: Schuld kennt kein Vergessen (Woman with a Past)
- 1992: Ein verrückter Leichenschmaus (Passed Away)
- 1992: Bob Roberts
- 1994: Junior
- 1995–1996: The Home Court (Fernsehserie, 20 Episoden)
- 1997: Bean – Der ultimative Katastrophenfilm (Bean)
- 1998: Why Do Fools Fall in Love – Die Wurzeln des Rock ’n’ Roll (Why Do Fools Fall in Love)
- 1999: Standing on Fishes
- 2000: Lebenszeichen – Proof of Life (Proof of Life)
- 2004: Tanner on Tanner (Fernsehserie, 4 Episoden)
- 2005: The goat or, who is Sylvia?
- 2005: Life of the Party
- 2006–2008: Jericho – Der Anschlag (Jericho, Fernsehserie, 24 Episoden)
- 2008: Eli Stone (Fernsehserie, 2 Episoden)
- 2009–2012: Parks and Recreation (Fernsehserie, 9 Episoden)
- 2010: Grey’s Anatomy (Fernsehserie, 1 Episode)
- 2011–2012: CSI: Vegas (Fernsehserie, 2 Episoden)
- 2014: Criminal Minds (Fernsehserie, Episode: 10x06)
- 2015–2023: Navy CIS: L.A. (Fernsehserie)
- 2016: Savannah Sunrise
- 2016: Der Architekt (The Architect)
- 2017: Outside In
- 2018: The Long Dumb Road
- 2023: Krieg der Bestatter (The Burial)